# Евстратије Чудотворац
Свети мученик Евстратије Агавријски је православни светитељ из 9. века. 
Рођен је у Тарсу. У двадесетој години одлази у Агавријски манастир на Олимпу, где се замонашио. У манастиру је дуго био на месту игумана. Проживео је седамдесет и пет година монашког живота.
Цар Лав Јерменин у његово време обновио је иконоборску јерес и наставио прогон заштитника православља и иконопоштовања. Преподобни Евстратије, по савету преподобног Јоаникија Великог напустио је свој манастир на Олимпу и повукао се у своју постојбину. Вратио се након смрти цара Лава и доласка на византијски трон цара Михаила II Аморијца и царице Теодоре, 843. године. 
Велики испосник и молитвеник. За 75 година у манастиру није легао на леву страну да спава, но увек на десну. За време службе Божје од почетка до краја у себи говорио: „Господи помилуј!“
Умро је у својој деведесет и петој години.
Српска православна црква слави га 9. јануара по црквеном, а 22. јануара по грегоријанском календару.